# Koninklijk Instituut voor Taal-, Land- en Volkenkunde

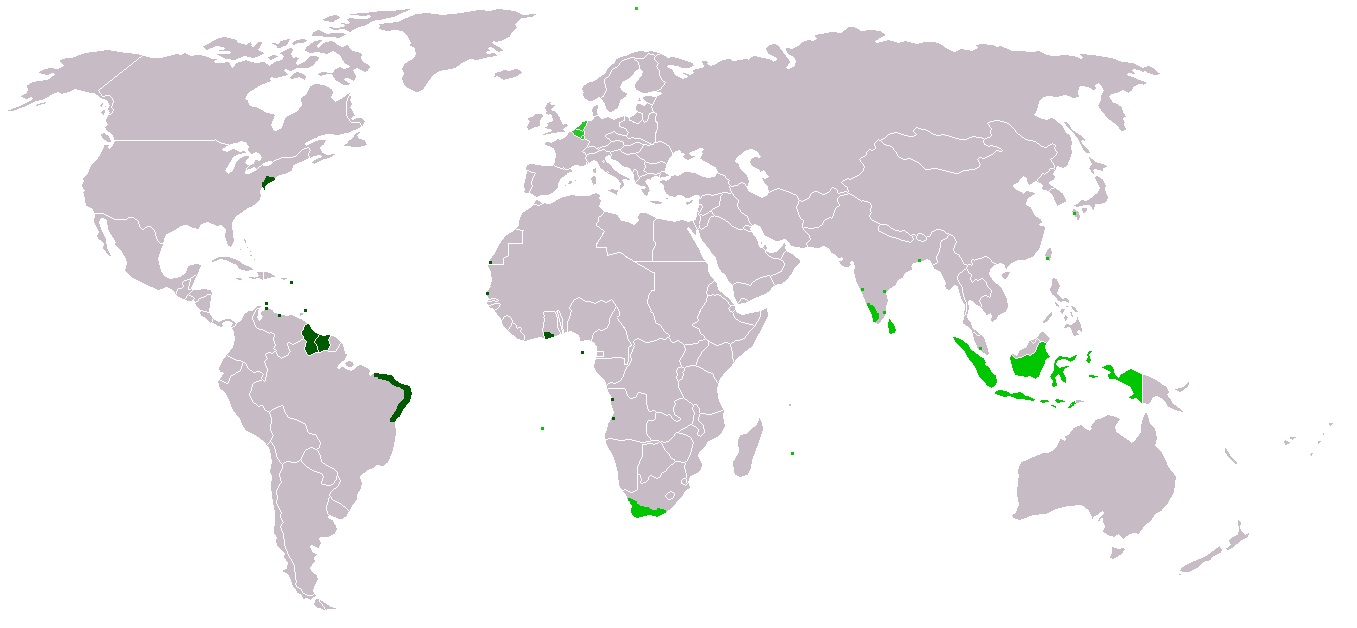
Karte mit Gebieten, die zum niederländischen Kolonialreich gehörten (dunkelgrün: Besitzungen der Niederländischen Westindien-Kompanie, hellgrün: Besitzungen der Niederländischen Ostindien-Kompanie).

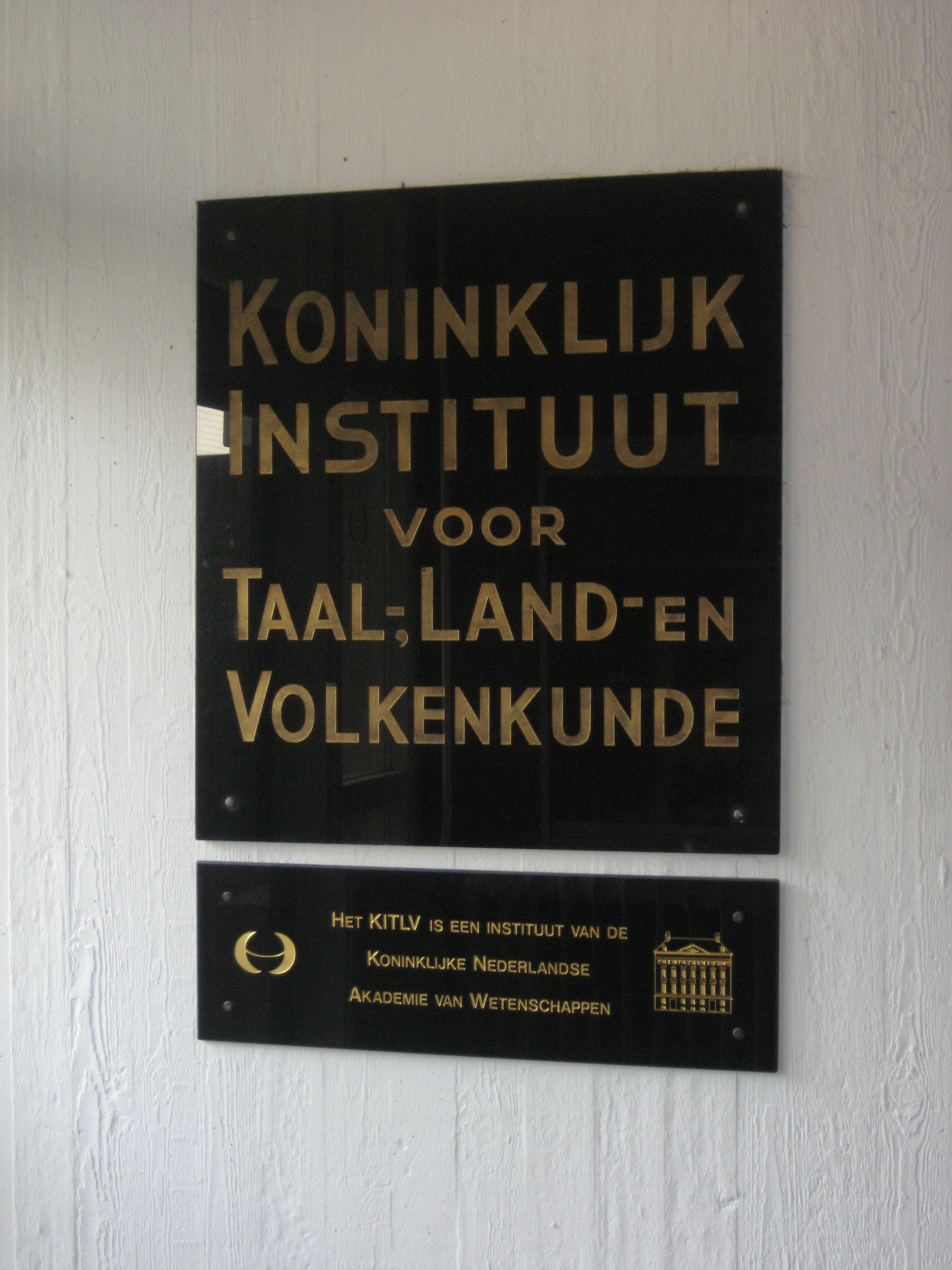
Namenstafel

Das Koninklijk Instituut voor Taal-, Land- en Volkenkunde (Abkürzung: KITLV; deutsch Königliches Institut für Sprachen-, Länder- und Völkerkunde) bzw. Royal Netherlands Institute of Southeast Asian and Caribbean Studies (deutsch Königlich Niederländisches Institut für Südostasien- und Karibik-Studien) in Leiden ist ein Institut der Königlich Niederländischen Akademie der Wissenschaften (KNAW) für interdisziplinäre Forschung, dessen Schwerpunkt Geschichte und Kultur der ehemaligen niederländischen Kolonien Indonesien, Surinam sowie der Niederländischen Karibikinseln bilden.

## Geschichte

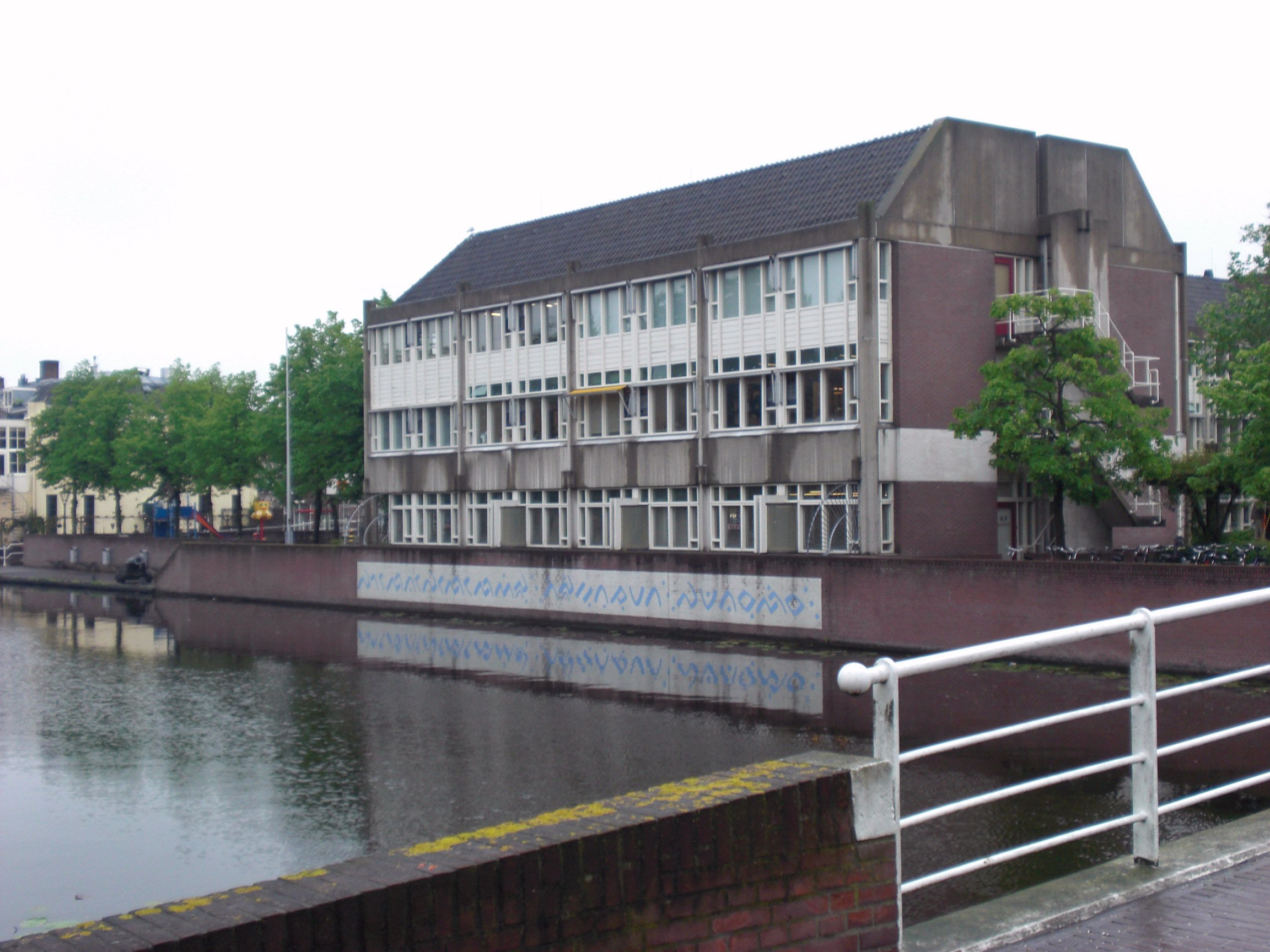
Gebäude des Instituts in Leiden

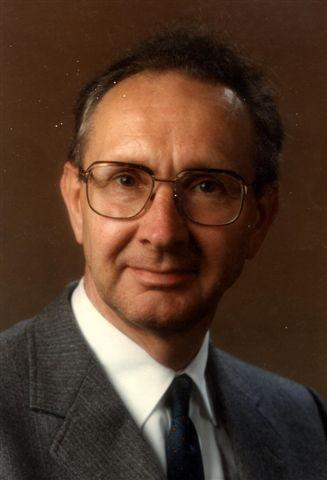
Hans Ras (um 1976)

Das Institut wurde 1851 gegründet. Direktor des KITLV ist Gert Oostindie.
Am 1. Juli 2014 trat ein bedeutender Wandel in der Geschichte des Instituts ein, an diesem Datum ging die direkte Beziehung zwischen der Königlich Niederländischen Akademie der Wissenschaften (KNAW) und der Gelehrtengesellschaft (Learned Society KITLV) zu Ende. Bereits zwei Jahre zuvor war die KITLV Press von Brill übernommen worden.
Die Königlich Niederländische Akademie der Wissenschaften, die Universität Leiden und die Gelehrtengesellschaft (Learned Society KITLV) unterzeichneten eine Reihe von Vereinbarungen bezüglich der Zukunft des KITLV. Die Gelehrtengesellschaft vertraut darin die Betreuung der weltberühmten Sammlungen der Universitätsbibliothek Leiden an und das KITLV besteht weiterhin als Forschungsorganisation der KNAW fort, tief in die Forschungsgemeinschaft der Universität Leiden eingebettet, aber immer noch an andere geisteswissenschaftliche Institute der KNAW angebunden.
Das Institut veröffentlicht und vertreibt akademische Bücher über Südostasien und die Karibik. Die drei Zeitschriften Bijdragen tot de Taal-, Land- en Volkenkunde, Journal of Indonesian Social Sciences and Humanities und New West Indian Guide / Nieuwe West-Indische Gids werden von dem Institut herausgegeben, auch die Buchreihen Verhandelingen van het Koninklijk Instituut voor Taal-, Land- en Volkenkunde und Bibliotheca Indonesica mit wichtigen Publikationen zur malaiischen Literatur.
Ein Department des Instituts besteht seit 1969 in der indonesischen Hauptstadt Jakarta.
Einige ethnographische Klassiker, wie z. B. Schriften von Albert C. Kruyt (1869–1949) oder Jacob Mallinckrodt erschienen in seinen Publikationen.